# Mel Rodriguez
Mel Rodriguez est un acteur américain né le 12 juin 1973 à Miami en Floride.

## Filmographie

### Cinéma
- 1999 : Wirey Spindell : Ernesto
- 2002 : Showtime : le conducteur en armure
- 2002 : Panic Room : Officier Morales
- 2002 : Deuces Wild : Big Dom
- 2004 : Garfield : l'agent de sécurité
- 2004 : Le Terminal
- 2005 : Trois enterrements : Capitaine Gomez
- 2006 : Little Miss Sunshine : Officier Martinez
- 2006 : Festin de requin : Manny et Dr Tang
- 2006 : Blackout : le policier seul
- 2006 : Big Top : Harris
- 2008 : West of Brooklyn : Sal
- 2012 : Voisins du troisième type : Chucho
- 2013 : Fat : Ken
- 2013 : Hard Rush
- 2014 : Pixies: Greens and Blues : un homme
- 2014 : Suburban Gothic : Hector
- 2016 : Brave New Jersey : Shérif Dandy
- 2017 : Fat Camp : Big Mike
- 2018 : Overboard de Rob Greenberg : Bobby
- 2020 : Sa dernière volonté (The Last Thing He Wanted) de Dee Rees : Barry Sedlow

### Télévision
- 1999 : New York, police judiciaire : Bill Crawford (1 épisode)
- 1999 : New York 911 : l'homme au T-shirt (1 épisode)
- 2002 : Malcolm : Neil (1 épisode)
- 2002 : Gilmore Girls : Raul (1 épisode)
- 2002 : Le Monde merveilleux d'Andy Richter : Mel (1 épisode)
- 2002-2007 : Une famille du tonnerre : Frank (5 épisodes)
- 2004 : New York Police Blues : Norman Reese (1 épisode)
- 2004 : Les Experts : Manhattan : Al McGrath (1 épisode)
- 2005 : The Bernie Mac Show (1 épisode)
- 2005 : Ghost Whisperer : Owen (saison 1, épisode 3)
- 2007 : Notes from the Underbelly (1 épisode)
- 2007 : FBI : Portés disparus : Mel Heinz (1 épisode)
- 2008 : Raising the Bar : Justice à Manhattan (1 épisode)
- 2008-2009 : House of Payne : Carlos Hernandez (3 épisodes)
- 2009 : The Middle : M. Perez (1 épisode)
- 2009 : Flashforward : Oscar Obregon (2 épisodes)
- 2010 : : Big Love : Don Dona (2 épisodes)
- 2010-2011 : Running Wilde : Migo Salazar (13 épisodes)
- 2010-2012 : Choke.Kick.Girl: The Series : Just Mel (8 épisodes)
- 2011 : Workaholics : Ryan (1 épisode)
- 2011 : Community : Sergent Nuñez (3 épisodes)
- 2012 : Hot in Cleveland : Hector (1 épisode)
- 2013 : The New Normal : Gerald (1 épisode)
- 2013-2015 : Getting On : Patsy De La Serda (17 épisodes)
- 2014 : Enlisted : Chubowski (8 épisodes)
- 2015 : Better Call Saul : Marco (2 épisodes)
- 2015-2018 : The Last Man on Earth : Todd (29 épisodes)
- 2016 : We Bare Bears : Darrell (1 épisode)
- 2017 : Philip K. Dick's Electric Dreams : Philbert Noyce (1 épisode)
- 2019 : On Becoming a God in Central Florida : Ernie
- 2020 : The Twilight Zone : La quatrième dimension (saison 2, épisode 3)
- depuis 2021 : CSI: Vegas : Dr Hugo Ramirez
- 2022 : The Afterparty : Captain Ostrander